# Berkut (specialstyrka)

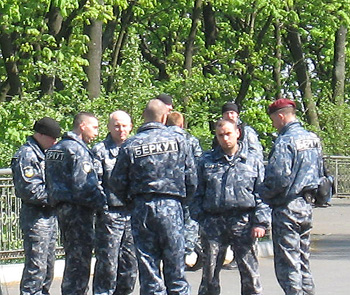
Berkut

Berkut (ryska och ukrainska: Беркут, svensk översättning: Kungsörnarna) var en specialstyrka inom Ukrainas polis underställd inrikesdepartementet, men var tidigare under militären[när?]. Styrkan kvarstår på Krim, där den har införlivats med den federala ryska polisstyrkan.
Berkut bildades 1988 i Ukrainska SSR som ett förband under OMON, med lokala förband i de större städerna: Kiev, Dnipro, Odessa, Lviv och Donetsk. Efter Ukrainas självständighet 1992, beslutades att placera en Berkutenhet i varje provinshuvudstad. Enheterna har, beroende på regionens (oblast) storlek, 50-600 män. I januari 2008 fanns två regementen, sex bataljoner och 19 kompanier med totalt 3250 specialpoliser.
Berkuts uppgifter bestod av väpnade specialoperationer för att bekämpa grov brottslighet, organiserad brottslighet och för att bedriva räddningsinsatser i samband med gisslantagningar samt att stå för den allmänna säkerheten i samband med massevenemang. Berkut sattes in i samband med parader, sport- eller konsertevenemang samt demonstrationerna till exempel under Orangea revolutionen (2004) och Euromajdan (2013–2014).
Den tillförordnade inrikesministern Arsen Avakov upplöste Berkut 25 februari 2014. Specialstyrkan har anklagats för att stå bakom de flesta dödsskjutningarna av civila i sammanstötningarna under Euromajdan som ledde till att närmare hundra civila dödades. Det har efteråt kommit fram att det kanske inte är så självklart vem som egentligen sköt mot vem. Krypskyttar har bland annat av medicinsk personal rapporterats skjuta mot både poliser och demonstranter. Vem som låg bakom detta är fortfarande okänt och omtvistat. De ukrainska myndigheterna har arbetat för att hitta bevis mot Berkutpoliserna men ett år efter oroligheterna hade ingen straffats eller ens ställts inför rätta. Tre poliser från Berkutpolisen har gripits. En av dem lyckades fly till Ryssland vid en permission och de andra två har ännu inte kunnat dömas för brott. Under protesterna skedde även våld från protestanternas håll då tillfångatagna och obeväpnade Berkut-medlemmar som givit upp blev misshandlade och torterade.
Även om Berkut upplösts i Ukraina så kvarstod styrkan på Krim och har införlivats med en federal rysk polisstyrka under inrikesdepartementet med bibelhållande av det gamla namnet.
28 februari 2014 meddelade ryska utrikesdepartementet på Facebook att man kommer att ge tidigare medlemmar i Berkut ryska pass. Många av Berkutpoliserna flydde inte bara till Krim utan också till Donetsk där en del av dem i dag är soldater i separatistsidans militära styrkor.